# Гастрономија пиротског краја
Гастрономија Пирота је највећим делом условљена географским положајем и представља својеврсну мешавину различитих утицаја. Пирот је познат по пиротском качкаваљу који је као "пиротски качкаваљ од крављег млека" уписан у Национални регистар производа са ознаком географског порекла при Заводу за интелектуалну својину Србије.
Од посних јела значајна су она која су се припремала од коприве, белог лука, зеља и штављака (врста зеља), ориза (пиринча) итд. Сок од киселог купуса – расол употребљаван је за јела која су се припремала за време „једнонице“ (први дан поста); исто се кувала чорба са празилуком, оризом и зрелим паприкама
у комаду .
Од мрсних јела, истичу се: – пуњена паприка са месом, кисели купус са свињским месом, разне запржене чорбе, јаније, ђувеч, подварак, ориз са месом, ћуфте, паприкаш, сарма од виновог листа или киселог купуса са млевеним месом, чомлек итд.
Међу јелима аутори наводе претрљан кромпир – скуван кромпир који је ољуштен, виљушком карактеристично изгњечен и помешан са на исти начин претрљаним празилуком, а зати посипан запршком од масноће и алеве паприке, као и пржено - јело које је припремано од лука и јаја; парадајза, паприка и јаја; парадајза и зелених паприка . Иста и слична јела препознали су и навели као карактеристична и остали аутори у својим делима, дајући притом више или мање детаљан опис истих.

## Подела јела
Посна јела
У посна јела спадају: чорба од купусног расола - без зејтина, са пиринчем, црним или празилуком и зрелим црвеним паприкама; постан пасуљ, боб, грашак и сочиво, сарма од виновог лишћа „са туцаним белим луком одозго“, риба - печена, пржена, „са пиринчем као ђувеч или на тепсију“; ђувеч са зејтином, пиринчем, зеленим луком и алевом паприком.
Мрсна јела
У мрсна јела спадају чорба од разног меса - са пиринчем (запржена, застројена), уз додатак јајета и сирћета; сарма од листа купуса са месом и пиринчем, мусака са дуго сеченим празилуком и ситно сецканим месом (свињско, овчије, говеђе) , ћуфте са пиринчем и месом, ћуфте од ситно сецканог меса, „код куће, у тенџери готовљено” , пача - од говеђих, овчих и свињских ногу и глава; чомлек ћебап, паприкаш од свињскг меса са сувим шљивама или дуњама, бамије са месом, пилав са месом и пиринчем, сарма од јагњеће џигерице, паприкаш од говеђих ногу, шендренка...
Пите
Пите су „у најстарије време месиле жене у Пироту са цвеклом, тиквом, зеленим луком, купусом – са непеченим корама – обгама; баницу са сиром и печеним корама; када се кува гуска, ћурка или свињско месо, чорба се сипа између оних кора; кад се на тепсију метне ред кора па се полије маслом, онда се сипа од оне чорбе из лонца где се кува месо, па се меће други ред кора, опет масло, чорба и тако редом; баница са ситно туцаним орасима и маслом, а одозго се метне ћурка, гуска, петао или кокош па се у фуруни испече; за славу или свадбу се у тањирима изнесе у парчадима од оне банице и оног меса што је на баници печено”
Свечана и јела у време верских празника
„Приликом свечаности, на свадби, на госје, на кравају или приликом кумовања, месиле су жене татлију или баклаву – баклаву од 20 „јухки”, поређаних, маслом посипаних и најпосле шећером попарених; ово су наше жене научиле од Туркиња; још су жене месиле локумје, мафише, ђевреке, за мезе уз вино“
„Преко чисте недеље и уопште кад се зејтин не употребљава, готовио се пиринач у води па се после поспе шећером и водом фарбаном шафраном; то се јело звало зерде“
„У старом Пироту се уз ракију као мезе износило грожђе, кисели купус, рецељ од вина”
„Сир се износио на крају свих јела и то значи – нема више ништа”; сир се у иронији звао сиктер манџа
Хлеб
„Жене су у старо време месиле хлеб, пекле код фурунџија којима се плаћало пишерме, по 100 пара на душу за пола године; ко има у кући 10 чланова, плаћа 5 динара за пола године пишерме и има право да пече хлеб, банице и свако јело што по правилу треба да се кува у фуруни; у то време била је у свакој мали по једна малска фуруна која је живела од пишерме и пекла само још симите и ћије те продавала, иначе, малске фуруне нису пекле и продавале хлеб; у Пироту је 1885. било свега 70 фуруна” .
Сиротињска јела
Међу пописаним и укратко описаним јелима присутна су, такозвана, сиротињска јела а то су:
- скроб – кукурузно брашно скувано у врелој води, у које се касније додаје хлеб
- трљенице – брашно које је претходно попрскано водом трља се рукама како би се уситнило, након тога се кува и тиме преливају комади хлеба сложени у паници (глинена чинија, посудица)
- буза – боза направљена од кукурузног брашна које је расквашено у води, уз додатак квасца
- шврачљак – након кувања качамака у исти суд (котле) дода се вода и брзо прокува, након чега се остаци качамака покупе и измешају са вурдом (урдом) или сиром
- головар – прокува се вода у коју се надроби хлеб, евентуално зачини сољу и алевом паприком – крушевица – прокуване дивље крушке се надробе хлебом и тако кусају – врљук (таратор) – сирће се разблажи водом, посоли и дода уситњен бели лук и понекад краставац [4].

Израда качкаваља
Посебну пажњу треба посветити процесу прављења качкаваља који је заснован на аутентичном процесу производње, што подразумева употребу природног сиришта (стартера) за подсиривање млека, те карактеристичне методе манипулације и обраде пареног теста као полупроизвода у производњи качкаваља, које су, неретко, подразумевале гажење ногама. Одређени извори наводе да корени производње качкаваља на овом простору воде порекло од Грка који су до 1932. године долазили у ове крајеве са својим стадима оваца.

## Традиција обедовања у пиротском крају
Први оброк звали су подручак; око поднева су опет јели и то је био главни оброк; током лета ужинали су око 5 часова поподне, а увече би и вечерали; углавном се јело у кући, за совром (софра, низак сто), ређе за столом. На совру су се најпре стављали хлеб и земљано соларче (у којем су увек стајали со и туцана паприка). Пошто се поставе дрвене ложице (кашике), на совру се изоси манџа – јело чорба; вилице (виљушке) су се ретко користиле јер су јела углавном била
чорбаста. Нож се на совру није стављао јер је сваки укућанин, па и дете, имао чакију или "чикију" (ножић) са једним сечивом; чакија се везивала за појас конопцем или ланцем. Чорбасто јело сервирало се у већој посуди – паници, чинији или ђувечарки из које су сви захватали дрвеним кашикама и кусали.
Гушћа јела су се служила без виљушке, а они за совром су узимали јело на тај начин што су, држећи хлеб међу прстима, умакали и топили хлебом.
Посуђа у домаћинствима: – посуде од глине за свакодневну употребу су грне, ђувеч, стовна (тестија), јебрик (ибрик), шепендер, барде и вилџани (филџан) – правили су их грнчари, док су црепње ( црепуље ) знале саме домаћице да праве – посуде од дрвета у којима се месио хлеб називале су се копање, а посуде за загребање брашна – човање; брашно и хлеб чувани су у н’чве (наћвама); кашике су, такође, биле израђене од дрвета – ижа представља одвојену просторију у којој се кувало, обедовало и пекао хлеб (у црепуљи); имала је камено ложиште (огњиште) које је смештено у центру просторије; за припрему јела у земљаним судовима у огњишту коришћен је саџак на који се земљани суд стављао и тиме био одвојен од директног контакта са жаром.

## Представници локалне гастрономије
- Хлеб вурњак – хлеб који се традиционално припремао у вурњи (фуруни, пећници од цигала и блата) за чију припрему се користи домаћи квасац – потквас, који се добија вишедневним потквасивањем пшеничног и кукурузног брашна уз додатак хмеља и липовог листа;
- Пресна погача – за чију се припрему, поред брашна, воде и соли, користила и цеђ од пепела, која је примењивана ако је за погачу поред пшеничног коришћено и јечмено брашно.
- Морузница (проја) – традиционална морузница, која назив добија од речи моруза, што означава кукуруз, садржи само следеће састојке: кукурузно брашно, воду, маст, со и евентуално соду бикарбону (натријум-бикарбонат) у одређеним случајевима уз додатак сира или чварака;
- Баница (пита са развлаченим корама) – јавља се у два облика: – као сукана баница, где се коре развлаче, надевају сиром, јајима, зељем, тиквом, јабукама, грожђем, луком, кромпиром; завијају, карактеристично распореде у облик потковице или спирално у црепњи (глиненој) или металној тепсији и пеку под вршњаком и – као налагана баница – начин припреме кора је исти као у горенаведеном примеру, али се пре надевања коре испеку на плотни или на површини вршњака, а надев се такође топлотно обради; најчешће се приликом ређања слојева те пите додаје и кокошја бистра неслана супа ради одржања мекоће банице током печења; преко наређаних слојева налагане банице расуче (развуче) се једна пресна кора и тада се баница ставља на печење; – као ћисела баница, која се припрема за време мешења хлеба, од истог (потквашеног) теста; коре су у том случају дебљине прста, ређане једна преко друге, посуте растопљеном машћу и измрвљеним сиром и које су пре печења, у тепсији, исечене на коцке.
- Чорба од јаралика – прокувају се јаралике, сува паприка, мања количина пиринча, исецкана главица црног лука; након тога додаје се сецкан лист цвекле, а након укувавања чорба се повеже пшеничним брашном размућеним у води; често се додавало и винско сирће.
- Питије (пихтије) – припремају се од свињских ногица и ушију, претходно опраних и очишћених; након дуготрајног кувања, у чиније које су предвиђене за чување пихтија на дно се ставља ситно исецкан бели лук и месо које је одвојено од ногица током кувања; након тога се залива течношћу од кувања; чувају се на хладном, како би се желирале.
- Сармица у виновом листу – карактеристичан је начин њеног завијања у троугао, који је особен само за пиротски крај; према казивањима, девојке су училе начин завијања сармице док су окопавале виноград; тада су од својих мајки училе како да бирају лист за сарму, како да ставе надев и како да завију сармицу.
- Јаретина печена у глини – врло цењено и ретко припремано печење; карактерише га начин припреме јарета пре печења: очишћено од изнутрица али не и од коже са длаком, јаре се облаже глином и посипа жаром који је припреман неколико сати унапред; приликом јела, кожа би се од меса врло лако одвајала заједно са печеном глином.
- Љутеница – припрема се од претрљаног празилука, суве паприке, соли и уља које се карактеристично прелива преко усијаних машица доприносећи свеукупној ароми овог јела.
- Ћиселица (киселица) је компот од шљиве јаралике који се након кувања пасира и повезује кукурузним брашном, након чега се једе као слаткиш сличан гемишу.
- Рецељ представља посластицу која се припремала дуго, од тикве или зеленог парадајза, пресеченог (прокуваног уз помоћ машица усијаних у жару огњишта) слатког вина и пепела; има карактеристичну црну боју и веома сладак укус; служио се само о специјалним приликама.[5]